# Eric Alston Christenson
Eric Alston Christenson, född 1956 i Westport, Connecticut, död i april 2011 i Bradenton, Florida, var en amerikansk botaniker som var specialiserad på orkidéer.
Auktorsnamnet Christenson kan användas för Eric Alston Christenson i samband med ett vetenskapligt namn inom botaniken; se Wikipediaartiklar som länkar till auktorsnamnet.